# Villa Riefenstahl

Villa Riefenstahl, Ansicht von der Heydenstraße, 2010

Die Villa Riefenstahl im Berliner Ortsteil Schmargendorf wurde für die Filmregisseurin Leni Riefenstahl errichtet. Das Gebäude steht unter Denkmalschutz.

## Lage und Bauwerk
Bei der Villa an der Heydenstraße 30 handelt es sich um ein traufständiges zweigeschossiges Haus mit Satteldach. Ursprünglich war es im Westen durch eine Mauer mit einer Garage mit Pultdach verbunden, wodurch ein kleiner geschützter halboffener Hof entstand. Im Nordwesten ist ein Bauteil gegen die übrige Fassade zur Straße etwas vorgezogen, im Südwesten ein Bauteil gegen die Fassade zum Garten – hier liegt über dem Wohnzimmer die Veranda –, sodass ein hakenförmiger Grundriss entsteht.
Einige Stilelemente der Villa erinnern an traditionelle Häuser im Voralpenland: Die flache Neigung des Daches, der weite Dachüberstand, die Segmentbogenfenster im Erdgeschoss mit tiefer, angeschrägter Laibung, die ursprünglich vorgesehenen Blumenkästen an den Fenstern im Obergeschoss und der ursprünglich vorhandene massive hölzerne Sturz über dem zurückgesetzten Eingang; an alpenländische Häuser erinnern auch die Klappläden an den Fenstern auf der Gartenseite. Modernere Gestaltungselemente finden sich an der Gartenseite: Die großflächige Verglasung der Eingangshalle, Fenster im Querformat und das durch Fenster und Klappläden im Obergeschoss gebildete durchgängige Querband.
Das Innere von Leni Riefenstahls Villa war geprägt durch die großzügige bis zur Gartenseite durchgängige Eingangshalle mit Treppe zum Obergeschoss und einen großen, zur Gartenseite mit hohen Fenstern versehenen Wohnraum mit angrenzender Terrasse. Der Wohnraum konnte mithilfe eines kleinen angrenzenden Raumes für den Filmprojektor als privater Kinosaal genutzt werden. Ebenfalls im Erdgeschoss befanden sich die Arbeitsräume und das Archiv der Bauherrin mit Fenstern zur Straßenseite. Im Obergeschoss waren neben Bad, Schlafzimmer, Gästezimmern und Gästebad ein Ankleidezimmer und ein Nähzimmer vorgesehen. Im Keller befanden sich die Dunkelkammer und eine bäuerliche Stube.
Der Garten der Villa war von Heinrich Wiepking-Jürgensmann entworfen. Er zeichnete sich aus durch einen nicht sehr dichten Baumbestand auf ebener Rasenfläche, sodass ein zur Umgebung offener Eindruck entstand mit Bezug zu den Nachbargrundstücken und zum nahegelegenen Grunewald.

## Geschichte

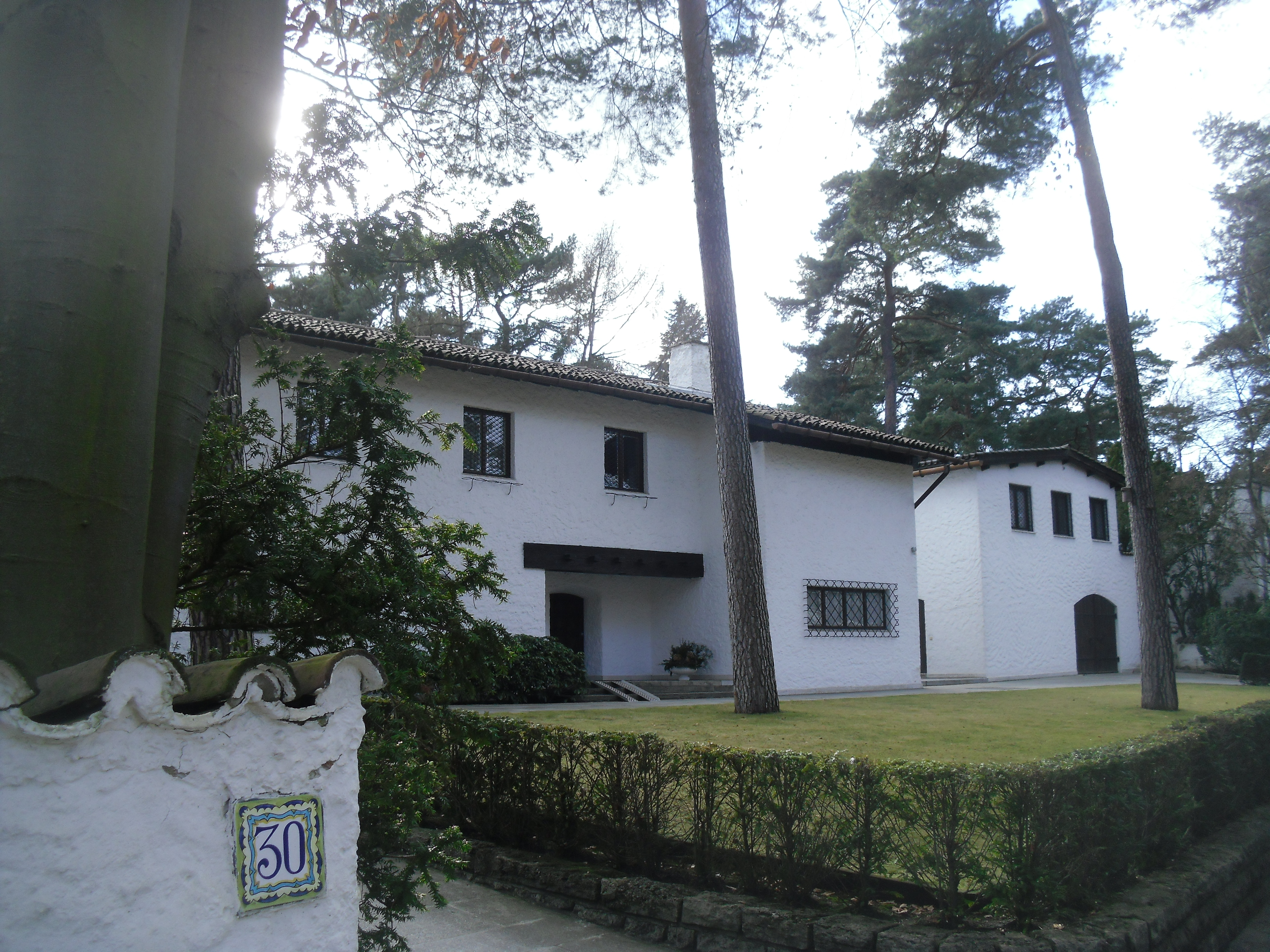
Villa und Nebengebäude

Villa und Nebengebäude

Mitte der 1930er Jahre wurde die Kaufhausfamilie Wertheim gezwungen, nicht nur ihre Kaufhäuser, sondern auch ihr Grundstück an der Messel- und Max-Eyth-Straße zu verkaufen. Das Grundstück wurde parzelliert und die darauf befindliche, von Max Landsberg entworfene Villa Wertheim aus dem Jahr 1910 abgerissen. Es wurden mehrere Wohnhäuser gebaut, wie auch die Villa für Riefenstahl.
Haus und Garten entstanden in den Jahren 1935 und 1936. Der zunächst beauftragte Architekt Ernst Petersen war mit Leni Riefenstahl bereits länger bekannt; er hatte an ihrer Seite unter der Leitung von Arnold Fanck in Bergfilmen mitgewirkt. Bauten von Hans Ostler hatte Riefenstahl später in Garmisch-Partenkirchen gesehen und ihn zu der Planung hinzugezogen. Später zeichneten beide Architekten gemeinsam verantwortlich für den Entwurf, die Pläne erstellten sie in enger Abstimmung mit der Bauherrin. Die alpenländische Erscheinung des Hauses spiegelt dabei Riefenstahls Verbundenheit mit der Bergwelt wider.
Die Außenanlagen an der Straßenseite – wie der Garten entworfen von Heinrich Wiepking-Jürgensmann – stand im Widerspruch zu der zur Bauzeit geltenden Gestaltungssatzung: Es war nicht wie üblich ein abgegrenzter Vorgarten vorgesehen, sondern nur eine Auffahrt und eine kleine – eine Rasenfläche mit wenigen Bäumen zur Straße – absetzende Stufe, sodass öffentliches und privates Gelände fließend ineinander übergingen: eine barrierefreie Gestaltung nach dem Vorbild amerikanischer Vorstädte. Die Anlage lag im Trend der Berliner Stadtplanung Mitte der 1930er Jahre; so waren beispielsweise die Vorgärten am Kurfürstendamm beseitigt worden.
Das neue Wohnhaus von Leni Riefenstahl fand Widerhall in den Medien. Es erschien ein Artikel in der Bauzeitschrift Das schöne Heim unter Nennung ihres Namens und darüber hinaus brachte die Berliner Illustrirte Zeitung einen Bericht über das Haus mit Außenansicht, und Bildern von Wohnzimmer und Terrasse mit Gästen, unter ihnen Adolf Hitler und Joseph Goebbels.
Leni Riefenstahl verkaufte die Villa kurz nach dem Zweiten Weltkrieg. Haus und Garten wurden zwischen 1950 und 1978 mehrmals umgebaut – so wurde das Haus im Osten um einen kleinen Anbau erweitert und das Nebengebäude vergrößert.
Im Jahr 2019 kauften der Zeitschriftenherausgeber Joerg Koch (032c) und die Modedesignerin Maria Koch die Villa und gestalteten sie innen im Rahmen der Denkmalschutzauflagen mit dem Ziel um, einen Gegenpol zu Leni Riefenstahl und ihrer Ästhetik zu schaffen.